# Championnat de Santa Catarina de football 2013
Navigation
Édition précédente Édition suivante
Le championnat de Santa Catarina de football de 2013 est la 88e édition du championnat de Santa Catarina de football.
Le champion et le finaliste disputeront la Coupe du Brésil de football 2014.

## Règles
En 2013, les règles ne changent pas par rapport à 2012.

### Première phase
Les 10 équipes s'affrontent au cours de matches aller. Le premier du championnat de cette phase se qualifie pour la finale.

### Seconde phase
Les 10 équipes s'affrontent au cours de matches retour. Le premier du championnat de cette phase se qualifie pour la finale.

### Tournoi final
Le vainqueur de chacune des deux premières phases, ainsi que les autres équipes les mieux classées sur l'ensemble des deux phases sont qualifiées pour le tournoi final (demi-finales et finale). Le vainqueur du tournoi final remporte le championnat.

## Clubs participants
- Avaí FC (Florianópolis)
- Camboriú FC (Camboriú)
- Chapecoense (Chapecó)
- Criciúma EC (Criciúma)
- Figueirense FC (Florianópolis)
- Guarani Palhoça (Palhoça) *
- CA Hermann Aichinger (Ibirama)
- Joinville EC (Joinville)
- Juventus (Jaraguá do Sul) **
- CA Metropolitano (Blumenau)

* vainqueur du championnat de division spéciale en 2012.

** deuxième du championnat de division spéciale en 2012.

## Résultats

### Première phase
Chapecoense remporte la première phase (matches aller) avec 22 points devant Figueirense FC.

### Deuxième phase
Criciúma EC remporte la deuxième phase (matches retour) avec 18 points devant Avaí FC.

### Phase finale
Chapecoense, Criciúma EC, Figueirense FC et Avaí FC disputent les demi-finales. 
|  | Demi-finales   | Demi-finales | Demi-finales |             |   | Finale | Finale | Finale |  |  |  |  |  |  |  |
|  |                |              |              |             |   |        |        |        |  |  |  |  |  |  |  |
|  |                |              |              |             |   |        |        |        |  |  |  |  |  |  |  |
|  |                |              |              |             |   |        |        |        |  |  |  |  |  |  |  |
|  | Figueirense FC | 1            | 1            |             |   |        |        |        |  |  |  |  |  |  |  |
|  | Figueirense FC | 1            | 1            |             |   |        |        |        |  |  |  |  |  |  |  |
|  | Chapecoense    | 1            | 2            |             |   |        |        |        |  |  |  |  |  |  |  |
|  | Chapecoense    | 1            | 2            | Chapecoense | 0 | 1      |        |        |  |  |  |  |  |  |  |
|  |                |              |              |             | 0 | 1      |        |        |  |  |  |  |  |  |  |
|  |                | Criciúma EC  | 2            | 0           |   |        |        |        |  |  |  |  |  |  |  |
|  | Avaí FC        | Criciúma EC  | 2            | 0           | 3 | 0      |        |        |  |  |  |  |  |  |  |
|  | Avaí FC        |              |              |             | 3 | 0      |        |        |  |  |  |  |  |  |  |
|  | Criciúma EC    | 2            | 1            |             |   |        |        |        |  |  |  |  |  |  |  |

## Sources
- « Catarinense 2013 - DC Esportes », Diário Catarinense